# Элвис и Анабелль
«Элвис и Анабелль» (англ. Elvis and Anabelle) — американский романтический драматический фильм режиссёра Уилла Гейджера. В фильме снялись Блейк Лайвли, Макс Мингелла, Джо Мантенья, Мэри Стинберджен и Кит Кэррадайн.
Премьера состоялась 10 марта 2007 года.

## Сюжет
Анабелль Ли, победительница конкурса «Мисс Техасская Роза», погибает прямо на сцене от сердечной недостаточности, вызванной пищевым расстройством. Её тело отвозят к известному местному гробовщику Чарли Моро. Он серьезно болен и уже давно не занимается бальзамированием трупов. Эта обязанность легла на плечи его сына Элвиса. Во время работы, юноша, очарованный красотой покойницы, целует её и она чудесным образом «воскресает».
Через некоторое время Анабелль, которую мучают кошмары и вспышки из прошлого, приезжает в дом Моро, чтобы узнать как она очнулась. Между ней и Элвисом вспыхивает симпатия. Она живёт в их доме, помогает ухаживать за больным отцом и в корне меняет скучную и однообразную жизнь Элвиса. В городе её считают пропавшей без вести. Полиция приезжает в дом Моро, в поисках Анабелль, но она сбегает с Элвисом. Мать Анабелль, обезумевшая из-за пропажи дочери, приходит к Моро и случайно находит фотографию, на которой Элвис целует мертвую Анабелль. Она звонит в полицию, а на следующий день фотография появляется во всех газетах. Элвиса обвиняют в некрофилии и сажают в тюрьму. Он рассказывает Анабелль, что это он бальзамировал её труп, а не отец, как все считают. Он говорит, что просто поцеловал её и она воскресла. Анабелль потрясена и снимает с него обвинения.
Вернувшись домой, Элвис находит своего отца мертвым. Окончательно разочаровавшись в жизни, он решает покончить с собой. В это же время, Анабелль тоже собирается убить себя. Элвис хочет повеситься, но внезапно открывается окно и он видит поле с подсолнухами, которые посадила Анабелль. Анабелль решает утопиться. Её спасает передача, в которой она видит как Элвис написал на стене своего дома «Я люблю тебя, Анабелль». Девушка возвращается к нему. В финальной сцене, влюбленные лежат на земле среди подсолнухов, и Элвис говорит Анабелль, что «она самое прекрасное, что есть в его жизни».

## В ролях
| Актёр            | Роль        |
| ---------------- | ----------- |
| Блейк Лайвли     | Анабелль Ли |
| Макс Мингелла    | Элвис Моро  |
| Джо Мантенья     | Чарли Моро  |
| Мэри Стинберджен | Женева      |
| Кит Кэррадайн    | Джимми      |

## Критика
Рецензент Movieline высоко оценил игру Лайвли и Мингеллы и назвал фильм «мрачным и мечтательным кусочком южного готического романа, имеющим все признаки культового фильма, находящегося в процессе создания, предназначенного для поколения Z».